# سره‌گرایان زبان
در این صفحه فهرست سره‌گرایانی آورده می‌شود که نگاهی سره‌گرایانه و تجویزگرایانه به زبان دارند.

## اشخاص
- میرجلال‌الدین کزازی از جمله افرادی است که به سره‌گرایی و تجویزگرایی شهرت دارد. تجویزگرایان عموماً معیارهایی نظیر منطق، تاریخ و ادبیات را برای نشان دادن زبان هنجار به کار می‌برند. کزازی از کسانی است که از معیارهای ادبی و تاریخی برای تجویز قواعد زبانی و همین‌طور واژگان زبان استفاده می‌کند. وی عقیده دارد که شیوهٔ کهن زبان فارسی به آرمان هنر نزدیک‌تر است:

پس دوباره می‌گویم از دید پیکره، شیوهٔ کهن سخن پارسی چون بیشتر پاره‌ها در آن به سامان و هماهنگ هستند خنیایی خرم‌تر و خجسته‌تر پدید می‌آورند و به جان و آرمان هنر نزدیک‌ترند. از همین روست که این‌گونه سخن با دل و نهاد و اندیشهٔ ایرانیان، پیوندی بسیار تنگ‌تر دارد.— مصاحبهٔ مصطفی وثوق کیا با میرجلال‌الدین کزازی، خبرگزاری فارس 92/09/10
- امیراسماعیل آذر از کسانی است که رویکردی تجویزگرایانه به زبان دارد. وی در مصاحبه‌ای با روزنامهٔ وطن امروز[۲] و همین‌طور طی یک سخنرانی در مراسم تجلیل از زبان فارسی دیروز در تالار همایش‌های کتابخانهٔ ملی،[۳] مدعی شد که زبان انگلیسی مرده‌ترین زبان‌هاست. وی دلیل این امر را تغییرات بسیاری می‌داند که زبان انگلیسی متحمل شده‌است و برای خوانندهٔ امروز این زبان متون تاریخی آن قابل درک نیست. این درحالی است که در زبان‌شناسی تغییرات زبان نشان از پویایی آن دارد. بخشی از سخنان وی به این شرح است:

اگر بخواهیم بگوییم زبان زنده چه زبانی است، باید این‌طور تعریف کنیم که زبان زنده زبانی است که در طول تاریخ دستخوش تغییر نشده‌است، با این توصیف زبان انگلیسی اگرچه همه‌جا رایج است اما از مرده‌ترین زبان‌هاست زیرا پدر شعر این زبان، جفری چاسر است و مردم زبان پدر خودشان را نمی‌فهمند و باید برای آنها این زبان را ترجمه کرد در حالی که ۳۰۰ سال پیش از چاسر، رودکی شعر گفته و لقب پدر شعر فارسی گرفته و هرچه گفته برای امروزی‌ها قابل‌فهم است.— مصاحبهٔ مونا امیرمحمدی با امیراسماعیل آذر، روزنامه وطن امروز
- ابوالحسن نجفی از دیگر سره‌گرایان زبان و تجویزگرایان زبان است که مورد نقد زبان‌شناسان قرار گرفته‌است. وی پس از چاپ کتاب غلط ننویسیم در مقاله‌ای با عنوان «اجازه بدهید غلط بنویسیم» مورد انتقاد محمدرضا باطنی قرار گرفت.[۴]